# Uraganele (roman)
Uraganele (Mother of Storms) este un roman științifico-fantastic  din 1994 al lui John Barnes. A fost nominalizat la trei premii majore de science fiction.

## Rezumat
La începutul secolului al XXI-lea, Pământul suferă din cauza unui uragan uriaș generat de eliberarea de compuși de clatrat, ca rezultat al unei explozii nucleare. În timp ce uraganul dă naștere a sute de alte replici, care, până la sfârșitul romanului, ucid cel puțin 1 miliard de oameni, două inteligențe umane augmentate de computer, ambele fiind martorii morții corpurilor lor organice, se întrec pentru a captura o cometă de dincolo de orbita lui Pluto. Ei folosesc gheața de pe cometă pentru a reduce temperatura suprafeței Pământului și pentru a potoli mama furtunilor.

## Ideile științifice menționate
Ipoteza pistolului cu clatrat este baza pentru originea uraganului.
Autorul i-a mulțumit doctorului Stephen Gillett care l-a învățat ce este acela un clatrat.

## Nominalizări la premii
- 1995 – Premiul Locus Poll, nominalizat pentru cel mai bun roman științifico-fantastic
- 1995 – Premiul Arthur C. Clarke, lista scurtă
- 1995 – Premiul Hugo, nominalizat pentru cel mai bun roman
- 1996 – Premiul Nebula, nominalizat pentru cel mai bun roman

## Traduceri
- limba franceza
  - La Mère des Tempêtes, traducere de Jean-Daniel Brèque. Le Livre de Poche (2001),ISBN: 2-253-07235-4
- limba română
  - Uraganele, traducere de Gabriel Stoian. Editura Nemira (1999)[2]